# Stève Passeur
Stève Passeur, pseudonimo di Stève Morin (Sedan, 24 settembre 1899 – Parigi, 12 ottobre 1966), è stato un drammaturgo, sceneggiatore e giornalista francese.

## Biografia
Passeur è considerato dai critici teatrali uno dei più significativi autori per il teatro nel periodo tra le due guerre.
Prendendo come esempio le opere di August Strindberg, rendendole gradevoli ad un pubblico del boulevard, le sue opere si caratterizzarono per i conflitti di coppia, nei quali l'amore e l'odio convivono nella vita quotidiana del rapporto, sulla sfondo di un pessimismo onnipresente e talvolta cinico.
Tra le sue commedie più significative si possono menzionare: La maison ouverte (1923); Un bout de fil coupé en deux (1925); À quoi penses-tu? (1928); Suzanne (1928); L'acheteuse (1930); Je vivrai un grand amour (1935).
Nel corso della sua carriera svolse anche l'attività di critico cinematografico oltre a sceneggiare un buon numero di pellicole, soprattutto assieme ad Abel Gance.

### Vita privata
Era il marito dell'attrice e cantante Renée Passeur.

## Opere

### Teatro
- La Maison ouverte, 1925;
- La Traversée de Paris à la nage, 1925;
- Un bout de fil coupé en deux, 1925;
- Pas encore, Paris, Atelier, 1927;
- Le Nord-Sud de 10h12, 1927;
- À quoi penses-tu ?, 1928;
- Le Refuge du prophète, 1928;
- Tranquillité, 1928;
- Suzanne, 1929;
- L'Acheteuse, 1930;
- La Chaine, 1931;
- Défense d'afficher, 1931;
- Les Tricheurs, 1932;
- Une vilaine femme, 1933;
- Quand le vin est tiré, 1933;
- L'Amour gai, 1934;
- Je vivrai un grand amour, 1935;
- Dieu sait pourquoi, 1935;
- Le pavillon brule, 1935;
- Le Témoin, 1936;
- Un train à prendre, 1936;
- Le Château de cartes, 1937;
- La Pêche aux flambeaux, 1937;
- Réflexion faite, 1939;
- Le Paradis perdu, 1941;
- Marché noir, 1941;
- La Traitresse, 1946;
- Le Vin du souvenir, 1947;
- Je vivrai un grand amour, 1947;
- 107', 1948;
- Une vilaine femme, 1952;
- N'importe quoi pour elle, 1954;
- La Moitié du plaisir, 1968.